# ウエスト・エア・スウェーデン
ウエスト・エア・スウェーデンは、スウェーデンのヨーテボリに本拠地を置く貨物航空会社である。フェデックス、DHL、TNT、UPS航空などの航空会社向けの貨物チャーター便を運航している。また、ロイヤルメールなどとメール便を週6便運航するという契約を結んでいる。主な拠点空港はリドショーピング・ホビー空港とマルメ空港である。

## 歴史

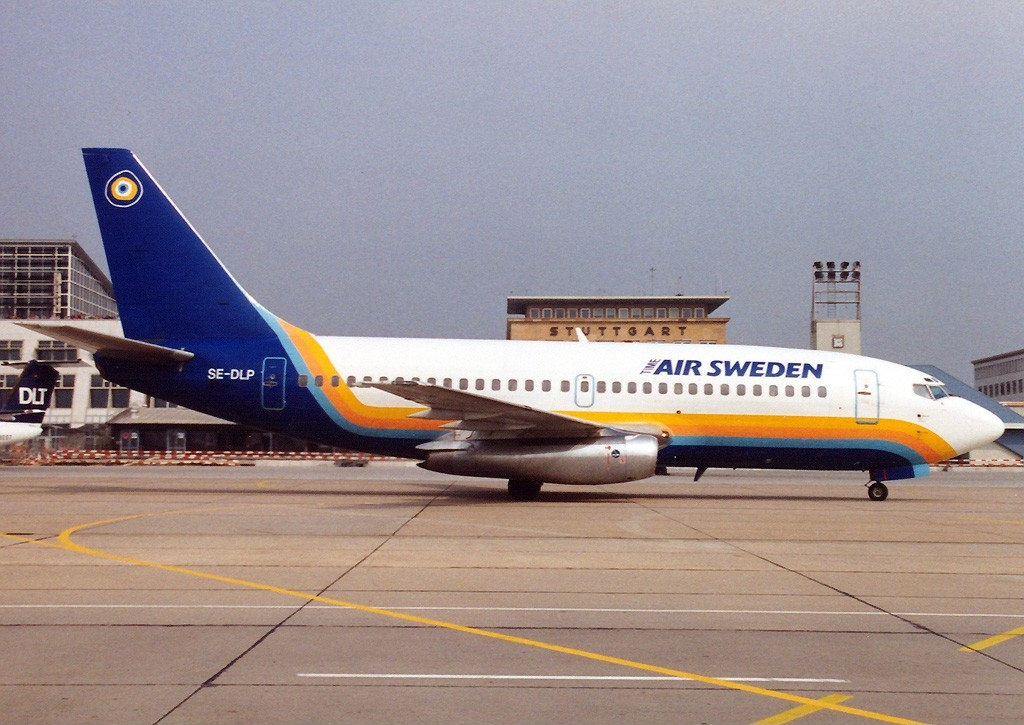
タイム・エア・スウェーデンのボーイング737-200

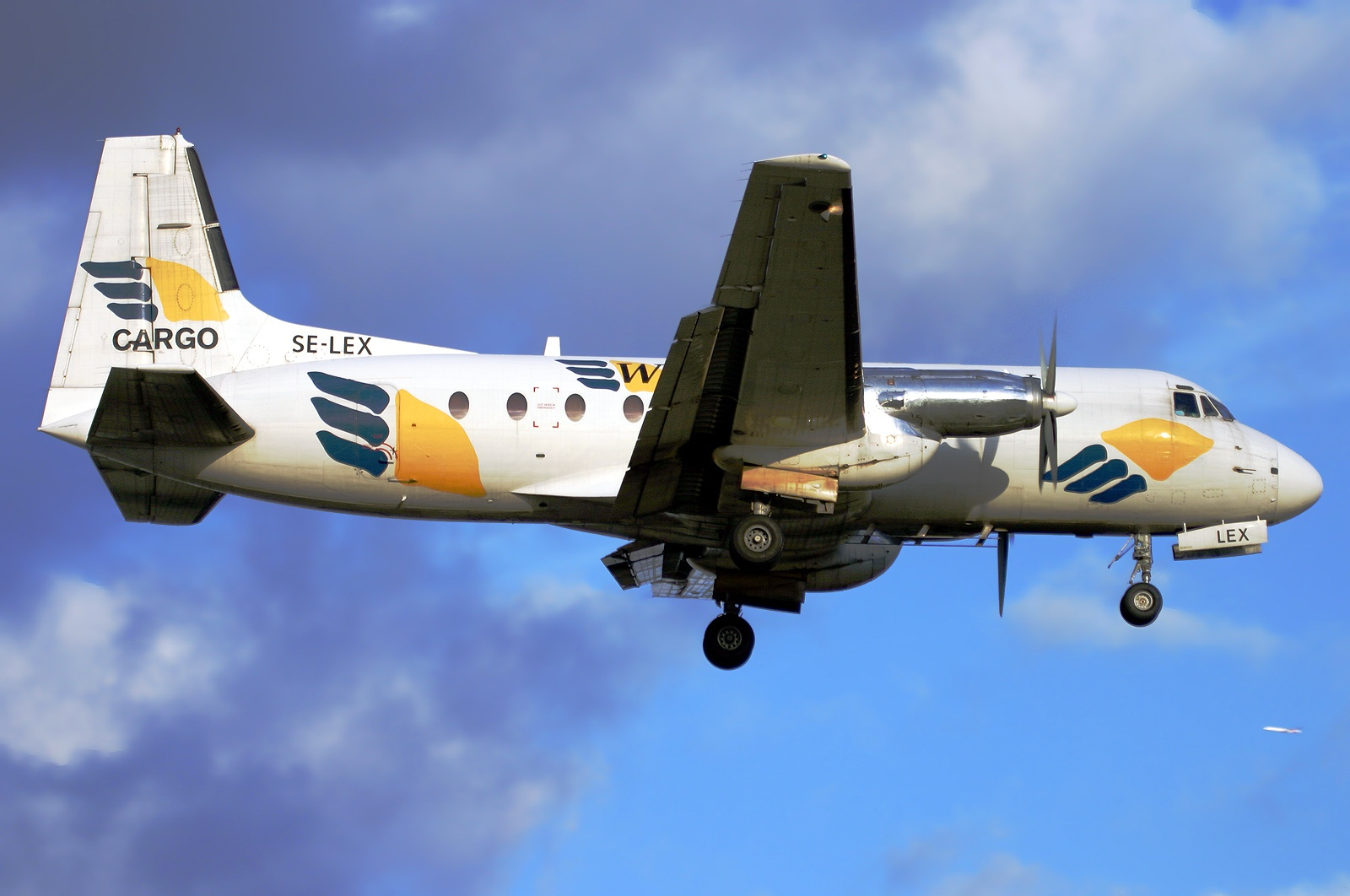
ホーカー・シドレー 748

ウエスト・エア・スウェーデンは、1955年にLBF-EDA VARKENとして運航を開始した。1986年にABAL・エアへ、1990年にタイム・エア・スウェーデンへと社名変更が行われ、その後1992年に現在の社名となった。
ウエスト・エア・スウェーデンは1997年までは旅客便の運航を行っていた。しかし、1996年ごろからスウェーデンで夜間の郵便輸送の需要が高まりつつあったため、1997年に郵便輸送に焦点を当てた貨物航空会社へと転身した。初期の貨物便では主にホーカー・シドレー 748が使用されていたが、1999年ごろからブリティッシュ・エアロスペース ATPに置き換えられていった。
2011年、ウエスト・エア・スウェーデンはウエスト・アトランティック・UKと共にウエスト・アトランティック・グループ傘下の貨物航空会社となった。

## 機材

### 現在の機材

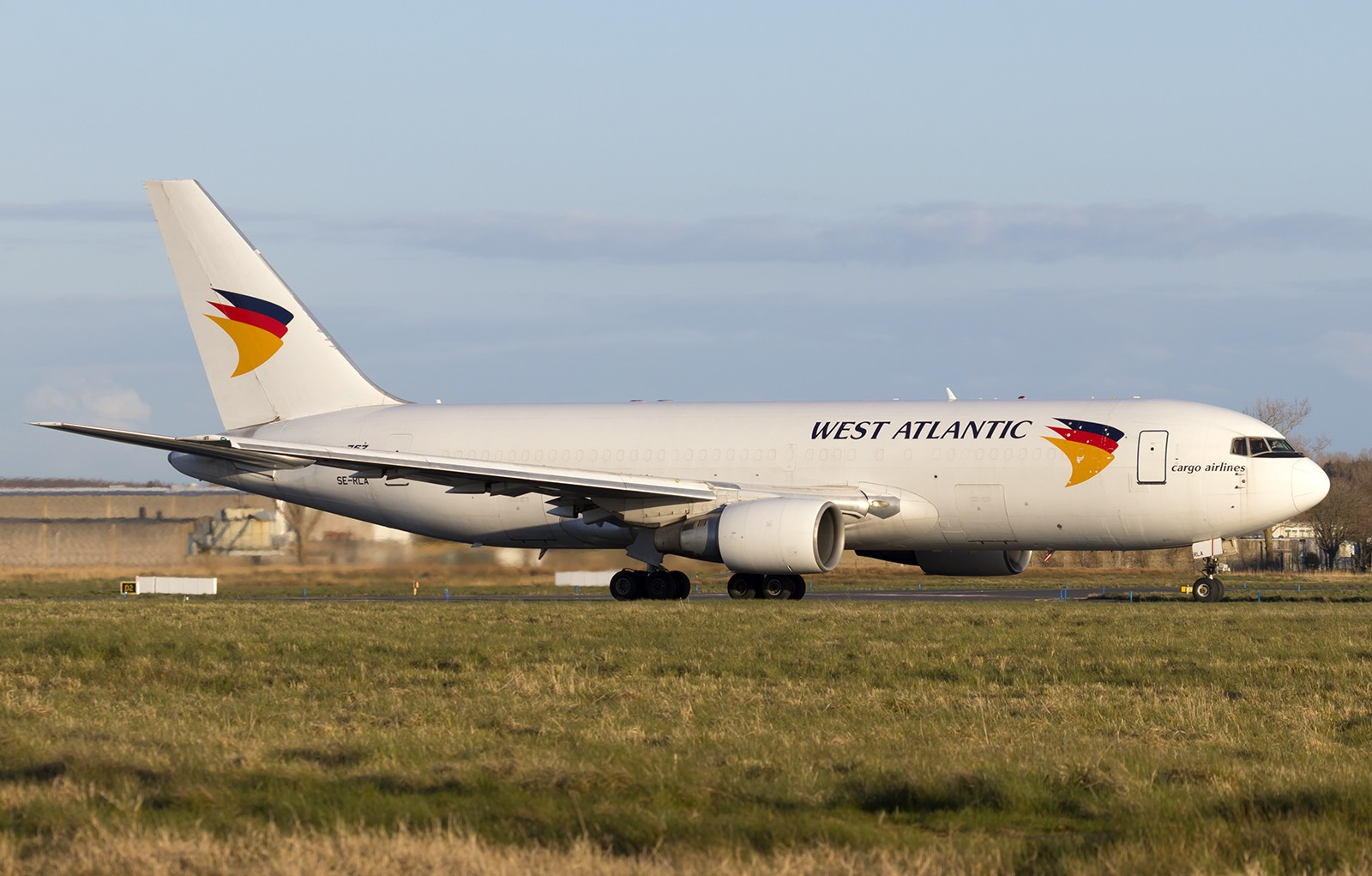
ボーイング 767-200SF

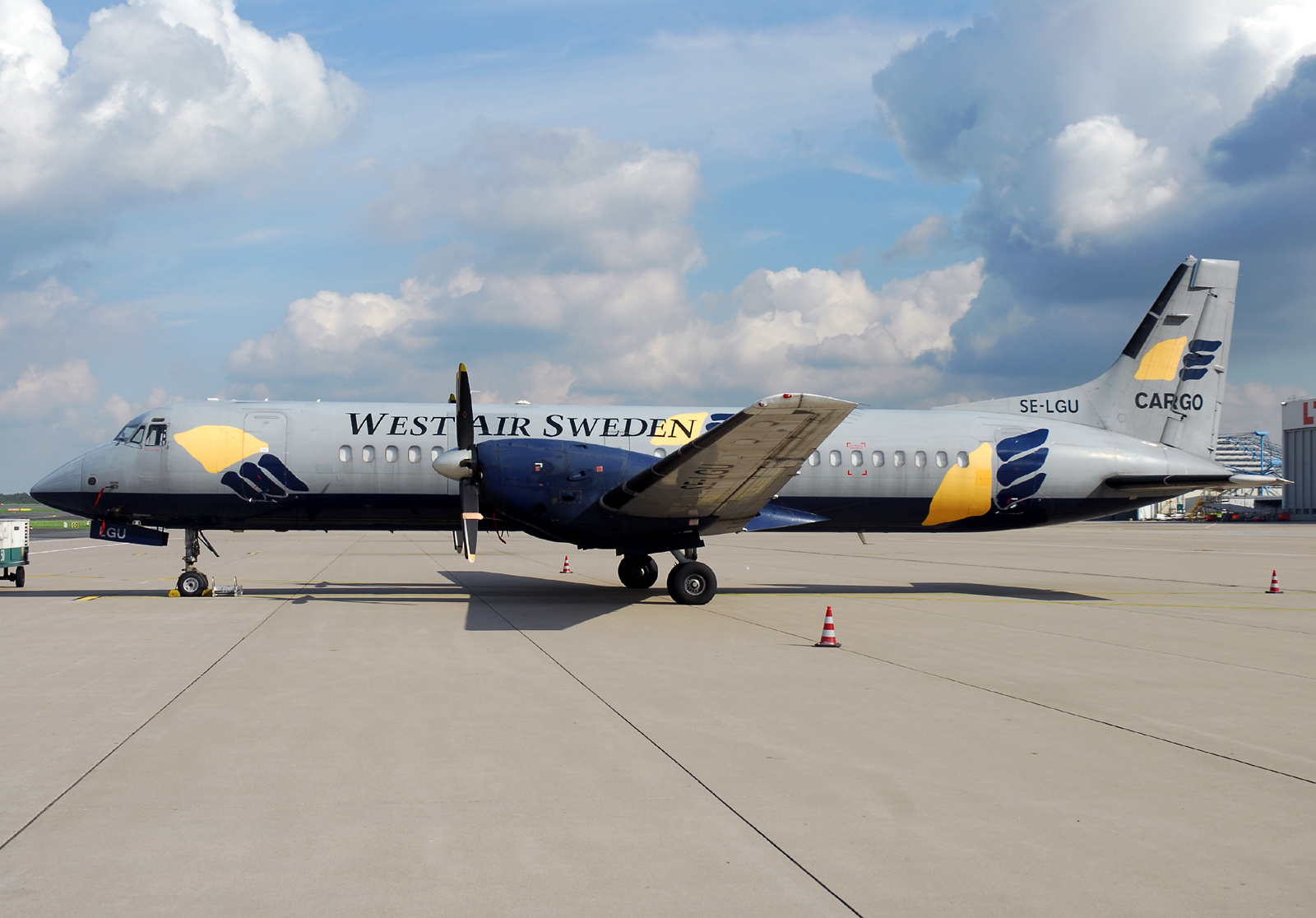
ブリティッシュ・エアロスペース ATPF

2016年8月時点での機材は以下の通り。
| 機種                                | 合計 | 発注 | 備考 |  |
| ----------------------------------- | ---- | ---- | ---- |  |
| ボーイング 737-800BCF               | —    | 4    |      |  |
| ボーイング 767-200SF                | 4    | —    |      |  |
| ブリティッシュ・エアロスペース ATPF | 33   | —    |      |  |
| ボンバルディア CRJ200LRF            | 2    | —    |      |  |
| 合計                                | 38   | 4    |      |  |

### 過去の機材

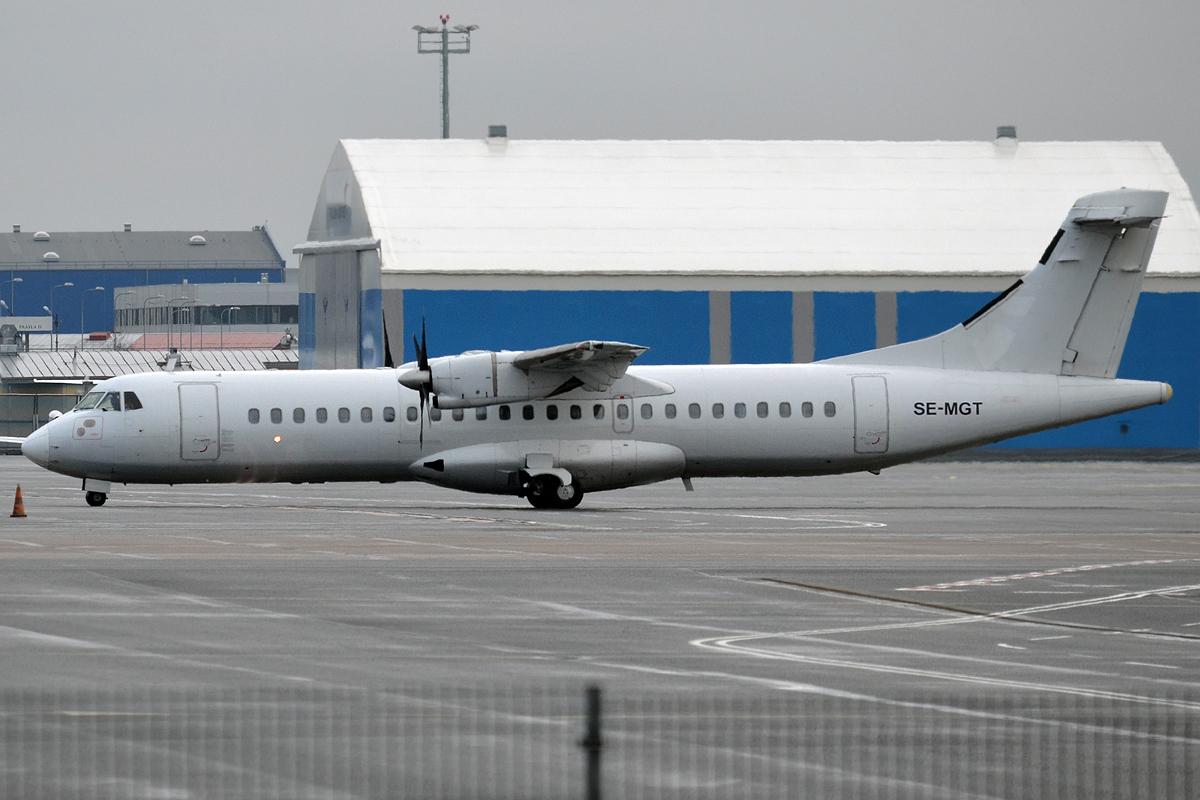
ATR 72-200

| 機種                   | 備考                                                             |
| ---------------------- | ---------------------------------------------------------------- |
| ホーカー・シドレー 748 | 1999年ごろからブリティッシュ・エアロスペース ATPに置き換えられた |
| ATR 72-200             | 2006年から2013年まで運航                                         |

## 事件・事故
ウエスト・エア・スウェーデンは2件の全損事故を起こしており、うち1件で死者が出ている。
- 2001年12月13日、リドショーピング・ホビー空港（英語版）で整備を受けていたホーカー・シドレー 748（SE-LEO）の右エンジンが爆発した。この事故による死者はなかったが、機体は全損扱いとなった[7]。
- 2016年1月8日、オスロからトロムソへ向かっていた294便（ボンバルディア CRJ200PF、SE-DUX）がノールボッテン県 アッカ湖（英語版）付近に墜落した。同機には乗員2人が搭乗していたが、両名とも死亡した[8][9][10]。